# 肉離れ
肉離れ（にくばなれ）とは、急激または反復的に筋肉（骨格筋）が収縮した結果、筋膜や筋線維が損傷すること。

## ストレイン損傷
ストレイン損傷（strain）とは関節の運動機構である筋腱単位で損傷が発生することで、腱の付着部、腱、筋肉線維の断裂と不完全な修復によって機能的な障害が発生していることをいう。肉離れはストレイン損傷の一種である。
スポーツをしている最中に起こりやすく、筋肉が収縮している（力が入っている）時に強制的に引き延ばされることにより生ずることが多い。大半は下肢に発生し、大腿四頭筋・ハムストリングス・腓腹筋（脹脛）に多い。代表的なものとしてはサッカーのシュート動作での大腿四頭筋の大腿直筋、短距離走でのハムストリングス、テニスやバドミントンの切り返し動作での腓腹筋の内側頭などが挙げられる。

## 症状

### 損傷度
筋膜・筋線維・腱の断裂の損傷度は3段階で表される。
- 軽度（1度、顕微鏡的断裂、mild） - 筋や腱の組織が反復的・持続的な筋収縮により微小断裂を起こし、その不完全な修復によって引き起こされる亜急性の機能障害[2]。
- 中度（2度、不完全断裂、moderate） - 筋膜・筋線維・腱の急性または亜急性の不完全断裂[2]。
- 重度（3度、完全断裂、severe） - 筋膜・筋線維・腱の急性の完全断裂[2]。

### 亜急性損傷の症状
自発痛や損傷筋の動作痛である。筋収縮は可能である（動かすことができる）が、疼痛のため動かすことができないこともある。また損傷筋の圧痛、ストレッチ痛や抵抗痛が認められる。重症例では腫脹や硬結、断裂部の陥凹を触れる。このほか、MRIで血腫を確認するケースもある。

## 要因
肉離れは急激かつ強大な筋収縮または反復的な筋収縮によって発生する。
スポーツや手作業などの過度の負荷による筋や腱の損傷で、内側上顆炎や外側上顆炎、筋・筋膜性腰痛、頸肩腕症候群などがこれに含まれる。
ただし、亜急性損傷のすべてが使いすぎが原因となっているわけではなく、他の素因・誘因がこれに加わることもある。

## 治療
筋組織の微細な断裂は安静とともに軽快し自然治癒する。重症例を除き、手術的治療になることはほとんどない。
急性期にはRICE処置（安静・冷却・圧迫・挙上）を徹底する。回復期（受傷後約48時間経過後）より局所の循環回復や損傷した筋線維などの修復を促すため温熱療法や物理療法をもちいつつ段階的に関節可動域訓練や筋力訓練、各スポーツにあわせたトレーニングへ移行していく。軽症で2-4週、中程度で4-6週が復帰の目安となるが個人差は大きい。中程度以上では歩行が難しく、ギプス・松葉杖を要する場合が多い。
自覚症状があまりなくても、肉離れが起こっていることもあるので、医師などの専門家の診断が必要である。また、痛みがなくなった場合でも再発しやすく、素人が「安静だけで済む」と思い込むのは妥当ではない。最後まで十分に治療することが大事である。重要なことは、これらは予防できるものであり、筋肉の柔軟性の欠如や筋力のバランス差が大きい選手に好発するので、日ごろよりそれらの解消を心がけることが大切である。